# 1530. pr. Kr.
◄ | 17. stoljeće pr. Kr. | 16. stoljeće pr. Kr. | 15. stoljeće pr. Kr. | ►
◄ | 1560-ih pr. Kr. | 1550-ih pr. Kr. | 1540-ih pr. Kr. | 1530-ih pr. Kr. | 1520-ih pr. Kr. | 1510-ih pr. Kr. | 1500-ih pr. Kr. | ►
◄◄ | ◄ | 1533. pr. Kr. | 1532. pr. Kr. | 1531. pr. Kr. | 1530 pr. Kr. | 1529. pr. Kr. | 1528. pr. Kr. | 1527. pr. Kr. | ► | ►►

## Događaji
- oko 1530./1500. pr. Kr. – velika erupcija vulkana na Santoriniju koja je zatrpala minojsko naselje Akrotiri